# Peerless Long-Distance Steam Carriage Company
Die Peerless Long-Distance Steam Carriage Company in Washington, D.C. war ein US-amerikanischer Hersteller von Dampfautomobilen und Teilen.

## Beschreibung
Der Unternehmensgründer, C. H. Peck, hatte eine originelle Geschäftsidee: Er bot ab 1900 Bausätze und Konstruktionspläne an, mit denen eine Pferdekutsche zum Dampfwagen umgebaut werden konnte. Die Hochleistungsmaschine mit einem Kerosin-Brenner leistete angeblich 16 bhp (11,8 kW), brachte das Fuhrwerk auf 39 mph (ca. 62 km/h) und hatte mit den mitgelieferten Tanks eine Reichweite von 100 Meilen (ca. 160 km). Der Bausatz kostete 450 US$, die Dampfmaschine allein 350 US$.
Im Februar 1901 kündigte das Unternehmen einen eigenen kompletten Wagen an. Die Marke erlosch noch im gleichen Jahr.